# 谷永
谷永（前1世纪—前8年），西汉大臣，字子雲，原名并，长安人。
少年时博通经书。汉元帝时为太常丞，汉成帝时历任光禄大夫、安定郡太守，凉州刺史，太中大夫、光禄大夫给事中，北地郡太守，大司农。多次上书解释灾异。与王氏的四位大司马王凤、王音、王商、王根多有交情。

## 延伸阅读
[在维基数据编辑]
 《漢書·卷085》，出自班固《漢書》